# 왕온 (승화후)
승화후 왕온(承化侯 王溫, 생년 미상 ~ 1271년 음력 5월 15일)은 고려 후기의 왕족이자 삼별초의 지도자이다. 고려 원종 때의 왕족으로 삼별초에 의해 왕으로 추대되었다. 그 뒤 삼별초가 패하면서 몽골 장수 홍다구에 의해 아들 왕환과 함께 살해되었다.

## 생애
현종의 후손으로, 그의 왕자인 평양공 기의 8세손이다. 원종이 강화에서 개경으로 환도할 때 삼별초를 지휘하던 배중손 등이 끝까지 반대하자, 조정에서 삼별초 명부를 압수하고 해체를 명하였다.
이에 불만을 품은 장군 배중손 등은 1270년 강화에서 반란(삼별초의 난)을 일으키고 승화후 온에 강청하여 왕으로 추대하였다.
그러나 계속 이탈자가 늘어나자 진도로 옮겼으나 1271년 여·몽 연합군에게 대패하고 아들 왕환과 함께 원의 홍다구에게 붙잡혀 살해당했다.

## 가계
- 증조 : 신안후(信安侯) 왕성(王城)
  - 조부 : 계성후(桂城侯) 왕원(王沅)
    - 아버지 : 청화후(淸化侯) 왕경(王璟)
      - 아우 : 단양백(丹陽伯) 왕서(王楈)
      - 아우 : 영녕공(永寧公) 왕준(王綧)
      - 아우 : 사공(司空) 왕정(王珽)

- 아들: 수사도(守司徒) 왕환(王桓)